# سفارة فرنسا في أوكرانيا
سفارة فرنسا في أوكرانيا هي أرفع تمثيل دبلوماسي لدولة فرنسا لدى أوكرانيا. تقع السفارة في كييف وهي تهدف لتعزيز المصالح الفرنسية في أوكرانيا.

## وصلات خارجية
- الموقع الرسمي
- قائمة سفارات فرنسا
- قائمة السفارات في أوكرانيا